# Ducado da Normandia
O Ducado da Normandia foi uma entidade independente entre 911 e 1204, que corresponde grosso modo à atual região francesa da Normandia. O ducado foi estabelecido em 911, no tratado de Saint-Clair-sur-Epte, que conferiu a Rolão, um líder Viquingue, o estatuto de Duque. As suas terras eram compostas pelos condados de Ruão (que se tornou capital), Pays de Caux e Talou, colonizados pelos Viquingues. Mais tarde, foram acrescentados outros territórios. O primeiro senhor do ducado da Normandia a ser conhecido como duque foi Ricardo II.
Em 1066, o duque Guilherme II torna-se rei de Inglaterra como Guilherme I, após o sucesso da batalha de Hastings e da conquista normanda. A partir de então, o ducado passou a fazer parte da coroa inglesa, sendo o duque o herdeiro de Inglaterra, ou um parente próximo. Em 1204, o rei Filipe II de França conquistou o ducado da Normandia que anexou ao seu território. Os reis ingleses continuaram a reclamar a sua possessão continental até 1259, quando desistem oficialmente da Normandia. Não haveria de ser um facto facilmente assimilado: a vontade de recuperar os territórios franceses, foi uma das motivações da Guerra dos cem anos entre Inglaterra e França.
Depois do século XV, duque da Normandia passou a ser um título conferido a membros da família real francesa.

## Duques da Normandia
Até à anexação formal por França em 1259
- Rolão (r. 911 - 927)
- Guilherme I (r. 927 - 942)
- Ricardo I (r. 942 - 996)
- Ricardo II (r. 996 - 1027)
- Ricardo III (r. 1027 - 1028)
- Roberto I da Normandia (r. 1028 - 1035)
- Guilherme I, o Conquistador, rei de Inglaterra (r. 1035 - 1087)
- Roberto II (r. 1087 - 1106)[1][2]
- Henrique I, rei de Inglaterra (r. 1106 - 1135)
- Estevão, rei de Inglaterra (r. 1135 - 1144
- Godofredo V de Anjou (r. 1144 - 1150)
- Henrique II, rei de Inglaterra (r. 1150 - 1189)
- Ricardo, Coração de Leão, rei de Inglaterra (r. 1189 - 1199)
- João Sem Terra, rei de Inglaterra (r. 1199 - 1204)
- João Sem Terra (r. 1204 - 1216) nominal
- Henrique III de Inglaterra (r. 1216 - 1259 nominal)